# Sainte-Gemme (Deux-Sèvres)
Sainte-Gemme è un comune francese di 383 abitanti situato nel dipartimento delle Deux-Sèvres nella regione della Nuova Aquitania.

## Società

### Evoluzione demografica
Abitanti censiti